# Mejatto (ö i Marshallöarna, Kwajalein)
Mejatto är en ö i Marshallöarna.   Den ligger i kommunen Kwajalein, i den västra delen av Marshallöarna, 600 km väster om huvudstaden Majuro. Arean är 0,43 kvadratkilometer.
Terrängen på Mejatto är mycket platt. Öns högsta punkt är 12 meter över havet. Den sträcker sig 0,6 kilometer i nord-sydlig riktning, och 1,1 kilometer i öst-västlig riktning.